# Theodore von Kármán
Theodore von Kármán (hongarès: (szőllőskislaki) Kármán Tódor; 11 de maig de 1881 – 6 de maig de 1963) va ser un matemàtic, enginyer aeroespacial i físic hongarès-estatunidenc que estava actiu principalment en els camps de l'aeronàutica i l'astronàutica. És responsable de molts avenços clau en aerodinàmica, notablement pel seu treball en la caracterització del flux d'aire supersònic i hipersònic. És considerat el teòric aerodinàmic més destacat del segle xx. Segons György Marx era un dels The Martians.